# Aethomys chrysophilus
Aethomys chrysophilus е вид бозайник от семейство Мишкови (Muridae).

## Разпространение
Видът е разпространен в Ангола, Ботсвана, Замбия, Зимбабве, Кения, Малави, Мозамбик, Намибия, Танзания и Южна Африка.